# イディ山
イディ山（イデ山、イーデー山、イダ山、ギリシア語: Ίδη,  Idi ）またはプシロリティス（ギリシャ語：Ψηλορείτης、意味は「（木のない）すべすべした山」）とは、ギリシャのクレタ島で一番高い山。レティムノ県に位置する。ギリシア神話のレアーを祀る山として知られる。伝説によると、斜面にある洞窟でゼウスが生まれたとされる。ギリシャ最高のプロミネンスである。興味深い特徴は、ニダ高原（Νίδα）と東側のRuvaの森である。クレタ大学の天文台が第二の高峰スキナカスにある。
ユネスコ世界ジオパークに登録されている。